# Batalla del port del Buceo
La batalla naval del Buceo, va ser part de la campanya Naval del 1814, es va desenvolupar entre el 14 i el 17 de maig de 1814 i va enfrontar a la flota espanyola al comandament del Comandant de l'Apostadero de Montevideo, el capità de navili Miguel de la Sierra i la fulminant esquadrilla formada pel govern revolucionari de Buenos Aires que comandava William Brown. Aquesta batalla es va lliurar al Port del Buceo situat actualment a Montevideo, Uruguai, i va resultar en una completa victòria per al govern revolucionari de Buenos Aires i va avançar la fi de la dominació espanyola sobre la totalitat de la Província Oriental (actual territori d'Uruguai).

## Antecedents

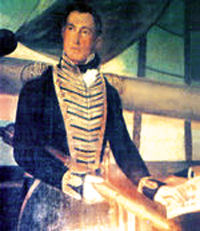
Brown (oli de F. Goulu, 1825).

La ciutat de Montevideo es trobava sota setge terrestre pels revolucionaris del Riu de la Plata des del 20 d'octubre del 1812, per la qual cosa les possibilitats de supervivència de la ciutat depenien en gran part del manteniment del trànsit marítim.
La flota de guerra reialista que es trobava a Montevideo, havia estat sempre superior a les forces navals de Buenos Aires, però havia començat, en aquells dies, a patir pèrdues. A excepció de la divisió lleugera de Romarate, i del Quetx Hiena (que havia estat recentment adaptat després de la seva captura pels espanyols al riu Negre) no hi havia a Montevideo una veritable esquadra. Les unitats formades per corbetes estaven mancades de tot i pitjor era encara el cas de les fragates mercants. La majoria dels tripulants de la suposada esquadra espanyola mai havien trepitjat cap vaixell, de forma que van haver de lluitar contra els primers vaixells insurgents en el seu primer dia de sortir a la mar.
La nova flotilla de Buenos Aires, va ser organitzada gràcies als esforços del ministre d'Hisenda, d'on Joan Larrea i l'ajuda pecuniària del nord-americà William Pío White. El cap era l'irlandès William Brown, i anava creixent en poder i eficàcia.
Al mes de març, Brown va fracassar en la primera trobada davant de l'Illa Martín García, amb el capità espanyol Jacinto de Romarate, però aquest no va poder treure profit de la victòria per manca de recursos (absència de pólvora i bales), mentre que Brown en una maniobra audaç i inesperada va tornar a l'atac i, en un ràpid desembarcament recuperava l'illa, va forçar a la divisió de Romarate a internar-se al riu Uruguai, separant-lo de la força de Montevideo. Els insurgents van perdre en aquesta trobada una goleta varada a la pròpia illa. La fragata Hèrcules que també va encallar (encara que va poder retirar-se) va ser durament atacada per metralla dels vaixells espanyols i per una bateria a terra que havia realitzat desembarcant canons. La Hèrcules va patir unes cent baixes entre morts i ferits.
Unes gestions de Fernando Otorgués, van fer que les naus espanyoles salpessin des de Montevideo rumb a Soriano, per la qual cosa deixaven a Montevideo desprotegida davant de qualsevol atac naval. Aquest fet va ser aprofitat per William Brown per bloquejar el port de Montevideo el 20 d'abril, deixant a la plaça desproveïda tant per terra com per mar. Després d'això, l'esquadra espanyola que es trobava rumb a Soriano, es va assabentar del bloqueig per part de Brown, i no va dubtar a tornar a Montevideo per presentar batalla als independentistes. El 14 de maig van tornar els espanyols al Port de Montevideo.

## Naus de Batalla

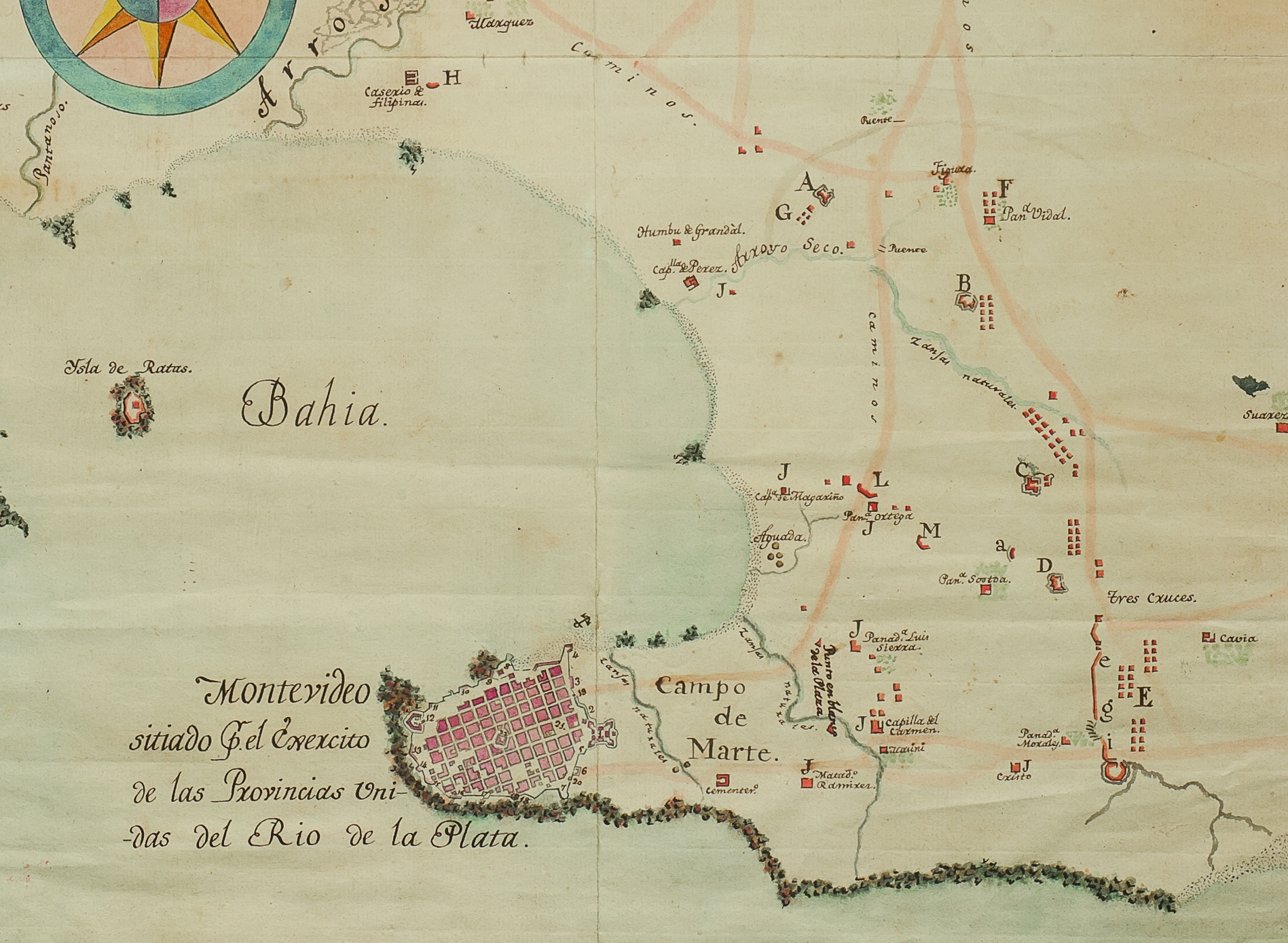
Mapa de la badia de Montevideo.

L'esquadra espanyola comptava amb onze vaixells de guerra, cent cinquanta-cinc canons i mil cent vuitanta tripulants; Brown tenia al seu comandament vuit vaixells, cent quaranta-set canons i mil dos-cents cinquanta-dos combatents.
- Revolucionaris (Guillermo Brown) 
  - Fragata Hèrcules, vaixell insígnia, 36 canons[5][6]
  - Corbeta Zephyr, 18 canons (Santiago King)[5][6]
  - Bergantí Nancy, 10 canons (Richard Leech)[5][6]
  - Goleta Juliet, 7 canons (Benjamin Seaver / Guillermo MacDougall)[5][6]
  - Goleta Fortuna, (Pablo Zufriategui)
  - Corbeta Belfast, 18 canons (Oliver Russell)[5][6]
  - Sumaca Nostra senyora del Carmen, (Samuel Spiro)
  - Falutx San Luis. (John Handel)[6]
  - Corbeta Agreeable, 16 canons (Antonio Lamarca)[5][6]
  - Sumaca Santísima Trinidad, 12 cañones (Wack)[5][6]

- Regentistes (Serra) 
  - Quetx Hyena, vaixell insígnia, 18 canons[5][6]
  - Corbeta Mercuri, 32 canons[5][6]
  - Corbeta Neptú, 28 canons (capturat pel Belfast el 16 de maig)[5][6]
  - Mercedes, 20 canons[5][6]
  - Goleta Paloma, 18 canons (capturada el 16 de maig)[5][6]
  - Bergantí Sant Josep, 16 canons (capturat el 16 de maig)[5][6]
  - Bergantí Cisne, 12 canons (encallat, va ser volat per la seva dotació per impedir la seva presa)[5][6]
  - Balandra potrera (de rem i armada únicament amb un canó).

## Transcurs de la batalla
Si bé el nombre de navilis era similar, els reialistes estaven mancats des de feia temps de tripulants i oficials ben entrenats, havent de procedir a la lleva de presoners, soldats o ciutadans en general sense cap entrenament mariner. Mentre que el Cabildo de Montevideo era de l'opinió de presentar batalla, els comandants militars en la seva majoria hi eren contraris, donant com a justificació el que s'ha exposat. Finalment per una votació es va decidir la sortida.
Sense Romarate, de lluny el seu millor comandant per tàctica i valor, va haver de prendre el comandament el capità de fragata José Primo de Rivera i Ortiz de Pinedo, responsable del Tercer bombardeig de Buenos Aires (1812) i qui no tingué temor a enfrontar-se a Brown. No obstant això Primo de Rivera va donar constants comunicats de baixa per a excusar-se, per la qual cosa el mateix Comandant de la Posta va haver de fer-se càrrec tant de la instrucció com de l'operació.
L'assetjada població de Montevideo va seguir part del combat des dels terrats. Els revolucionaris bloquejaven el port de Montevideo quan van ser atacats pels espanyols. Brown va ordenar retirar-se cap al Buceo per eludir el foc d'artilleria dels assetjats, i va presentar batalla navegant cap a l'Est. Brown, que va dirigir gran part del combat amb una ferida a la cama per la reculada d'un canó, va aconseguir capturar un bergantí i dues corbetes enemigues i forçar la fugida de la resta de vaixells. El 17 al matí va entrar al port de Montevideo, en precipitada fugida, la corbeta Mercuri, perseguida pel vaixell insígnia de Brown, la Hèrcules. Segons explica Brown, l'esquadra que va salpar del port de Montevideo era superior a la seva i per això es va proposar "no obstinar immediatament l'acció, sinó donar-la a una distància regular de Montevideo". Ho va aconseguir amb molt poques pèrdues per mitjà d'"un fals atac que va sostenir principalment la fragata Hèrcules". Després Primo de Rivera (almirall espanyol), prevalgut de petits avantatges inicials, va fer rumb a l'Est, i "com a la tarda va canviar el vent, es va trobar en posició de tallar-li la seva retirada a la qual es manifestava molt inclinat". "El quetx Hiena, que estava al capdavant de l'esquadra va estar a tir de fusell de la Hèrcules, més aprofitant-se del seu comandament. Després d'haver rebut dues ràfegues de metralla de bala, va tocar el dos i va separar-se dels seus companys. En aquest fet s'hi descobrirà el distintiu del comandant, i no obstant això, es complaïa en fugir".
En efecte, Sierra va abandonar la batalla. En declaracions posteriors durant el judici seguit a Espanya als marins (exceptuat Romarate), la defensa del capità de navili José de Posadas, segon de Sierra en els fets del Buceo va indicar que ell va abandonar la Hiena per no haver entès els senyals del insígnia de que la resta de l'esquadra seguís la seva estela al sud del banc Anglès, perdent contacte amb l'enemic. Efectivament, els reialistes no tenien entre d'altres, cap sistema de senyals i, per tant, d'una eficaç directiva tàctica, per la qual cosa és factible que la retirada de Sierra no fos en principi per covardia sinó per una decisió de retirar--se per no haver comprès la ordre per la seva flota, el que no aclareix que no tornés enrere al no veure's acompanyat.

## Conclusions
La batalla va finalitzar amb cinc-cents reialistes capturats, més els morts en batalla i dos vaixells cremats i tres de capturats. La victòria de Buceo va deixar a les autoritats colonials de Montevideo totalment aïllades i sense possibilitats de proveir-se. La rendició era inevitable.